# Linus Gerdemann
Linus Gerdemann (født 16. september 1982) er en tysk tidligere professionel landevejcykelrytter, som kører for det luxembourgske cykelhold Trek-Segafredo.
Vinder af syvende etape i Tour de France 2007, og efterfølgende bærer af den gule førertrøje.
I 2008 vandt han Deutschland Rundfahrt efter at have kørt alene i mål på kongeetapen.